# Gladys Tzul Tzul
Gladys Elizabeth Tzul Tzul (Totonicapán, 1982) es una activista, intelectual, socióloga y artista visual maya k'iche', fue una de las primeras en estudiar las relaciones de género y políticas comunitarias de los indígenas en Guatemala.

## Biografía
Tzul Tzul nació en una comunidad k'iche' en Totonicapán. Es descendiente del líder k'iche' Atanasio Tzul quien en 1820 lideró una revolución indígena.

## Actividad académica y activismo
Tzul Tzul obtuvo una maestría en estudios sociales y políticos latinoamericanos de la Universidad Alberto Hurtado y un doctorado en sociología de la Benemérita Universidad Autónoma de Puebla. Sus trabajos académicos se enfocan en las relaciones de las mujeres indígenas dentro de sus comunidades y con las estructuras políticas más grandes, tales como los gobiernos. En muchos de sus artículos, Tzul Tzul describe cómo las mujeres indígenas resisten la dominación y la explotación a través de la democracia comunal en los Andes y en Mesoamérica. Una de sus creencias clave es la propiedad indígena de la tierra.

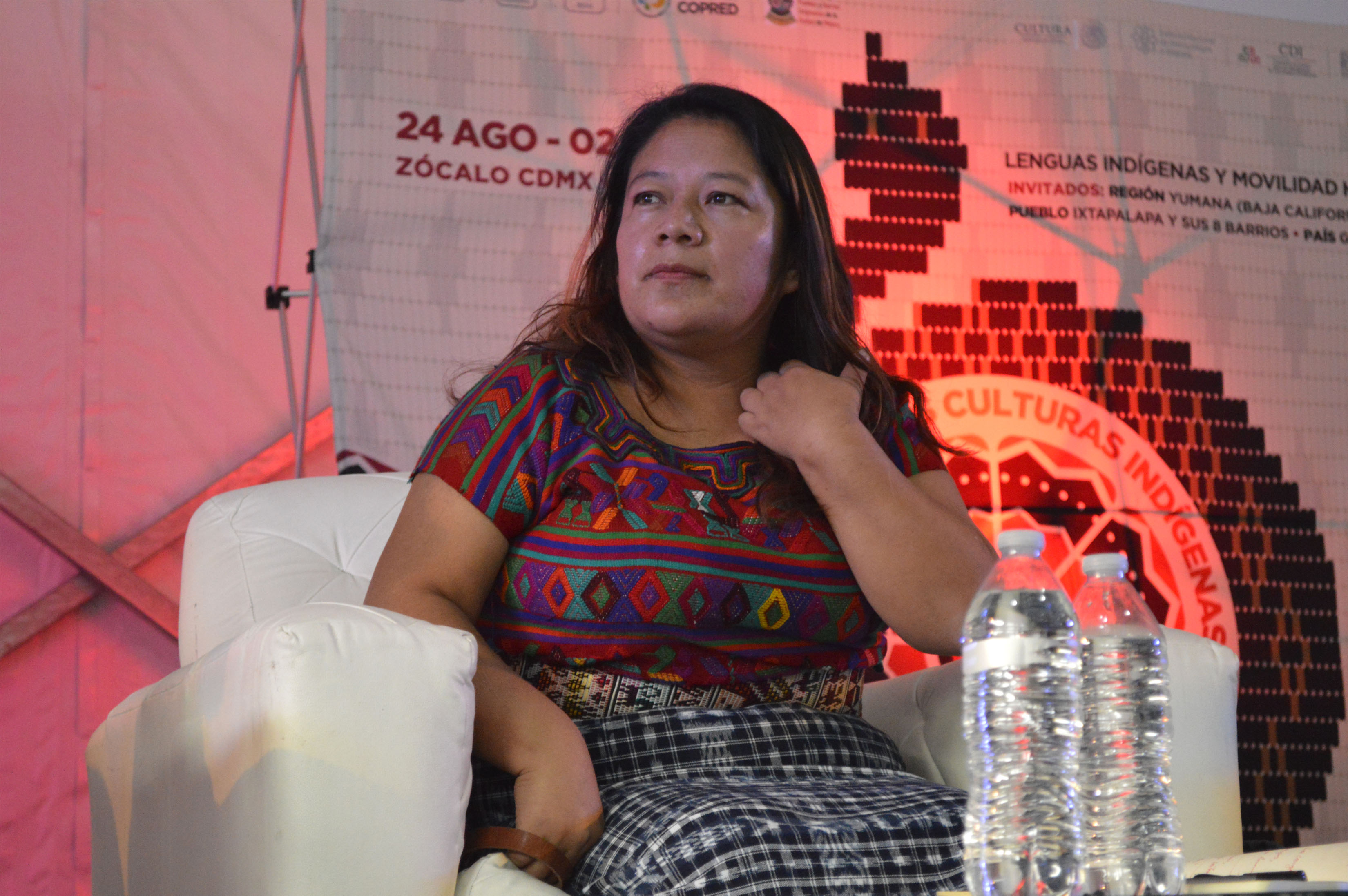
Gladys Tzul Tzul dando una charla en 2018 en la Ciudad de México.

Uno de los casos de estudio de Tzul Tzul es del pueblo de Santa María Tzejá en las montañas de Ixcán, una comunidad indígena que fue destruida en 1982 durante la campaña de limpieza étnica contra los mayas en la Guerra Civil de Guatemala. Las obras de reconstrucción comenzaron en la década de 1990, en donde las mujeres de la comunidad asociaron al alcohol con el aumento de la violencia, por lo que comenzaron a organizarse para prohibir la venta de alcohol. Tzul Tzul describió el éxito en la regulación de las bebidas alcohólicas a partir de 1994 y la consecuente disminución de la violencia doméstica como un caso de éxito del «proceso comunal de autoregulación histórica [e indígena]», lo que podría representar las preocupaciones interseccionales de las mujeres en una manera que el gobierno nacional no pudo.
Un aspecto clave de su activismo es la idea de que es cada comunidad indígena la que mejor entiende sus propias necesidades. Su pensamiento se inspiró en las obras de Michel Foucault y Silvia Federici, y propuso que las comunidades indígenas pueden resistir la dominación política a través del lenguaje y con su existencia continua.
En 2012 Tzul Tzul se enfrentó a una persecución debido a su campaña por traer a la luz pública la masacre de líderes indígenas. Fue una testigo calificada en los juicios de 2016 en donde se exoneraron a líderes comunitarios.
En otro de sus trabajos escribió que las comunidades indígenas respondieron de forma flexible a la pandemia de COVID-19 mediante el uso de los idiomas indígenas y el apoyo a los mercados comunales por parte de las autoridades indígenas, a pesar de las medidas de restricción de los gobiernos nacionales para enfrentar la pandemia pero que afectaban los procesos de las comunidades indígenas.

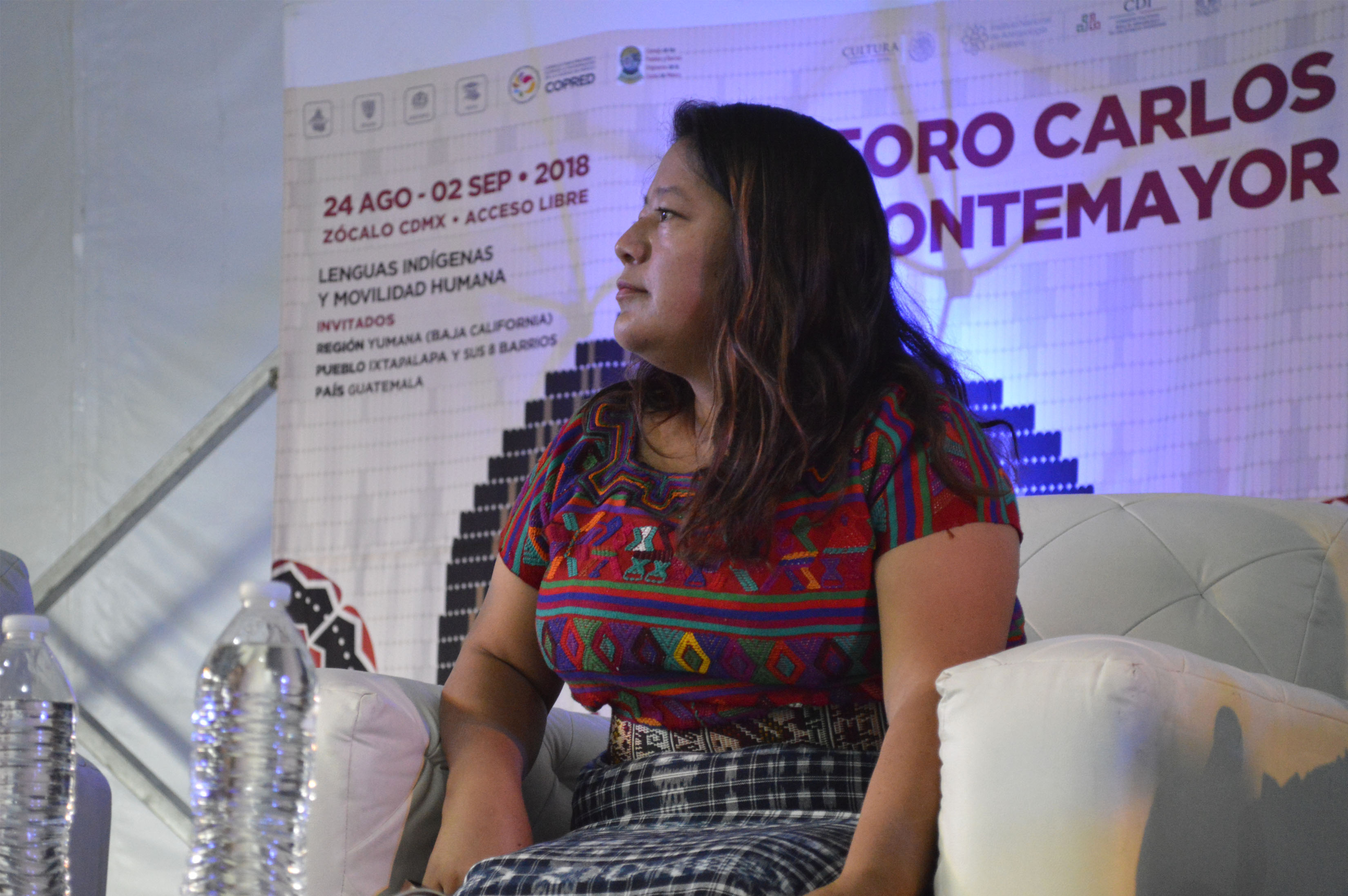
Gladys Tzul Tzul dando una charla en 2018 en la Ciudad de México.

Ella es fundadora del Instituto Amaq', una organización que ofrece asistencia jurídica a los pueblos indígenas.

## Honores y reconocimientos
En 2017 recibió la beca Berta Cáceres, cuyo nombre es en homenaje de la activista indígena hondureña homónima.
Tzul Tzul recibió en 2018 el «Premio Voltaire por la Tolerancia, Entendimiento Internacional y Respecto por lo Diferente» de la Universidad de Potsdam en Alemania.

## Artes visuales
Tzul Tzul es miembro del colectivo de fotógrafas indígenas «Con Voz Propia». Esta organización se fundó como respuesta a los programas del gobierno nacional que afirmaban que eran para «liberar» las mujeres indígenas; en cambio, Con Voz Propia busca dar fuerza a las mujeres indígenas para poder representarse ellas mismas a través de la fotografía.

## Obras publicadas
- Sistemas de gobierno comunal indígena: Mujeres y tramas de parentesco en Chuimea'ena. Guatemala: Editorial Maya' Wuj; Sociedad Comunitaria de Estudios Estratégicos / Tz'i'kin; Centro de Investigación y Pluralismo Jurídico. 2016.
- Gobierno comunal indígena y estado guatemalteco: Algunas claves críticas para comprender su tensa relación. Guatemala: Instituto Amaq'. 2018.[10]